# Муджелло (регіон)

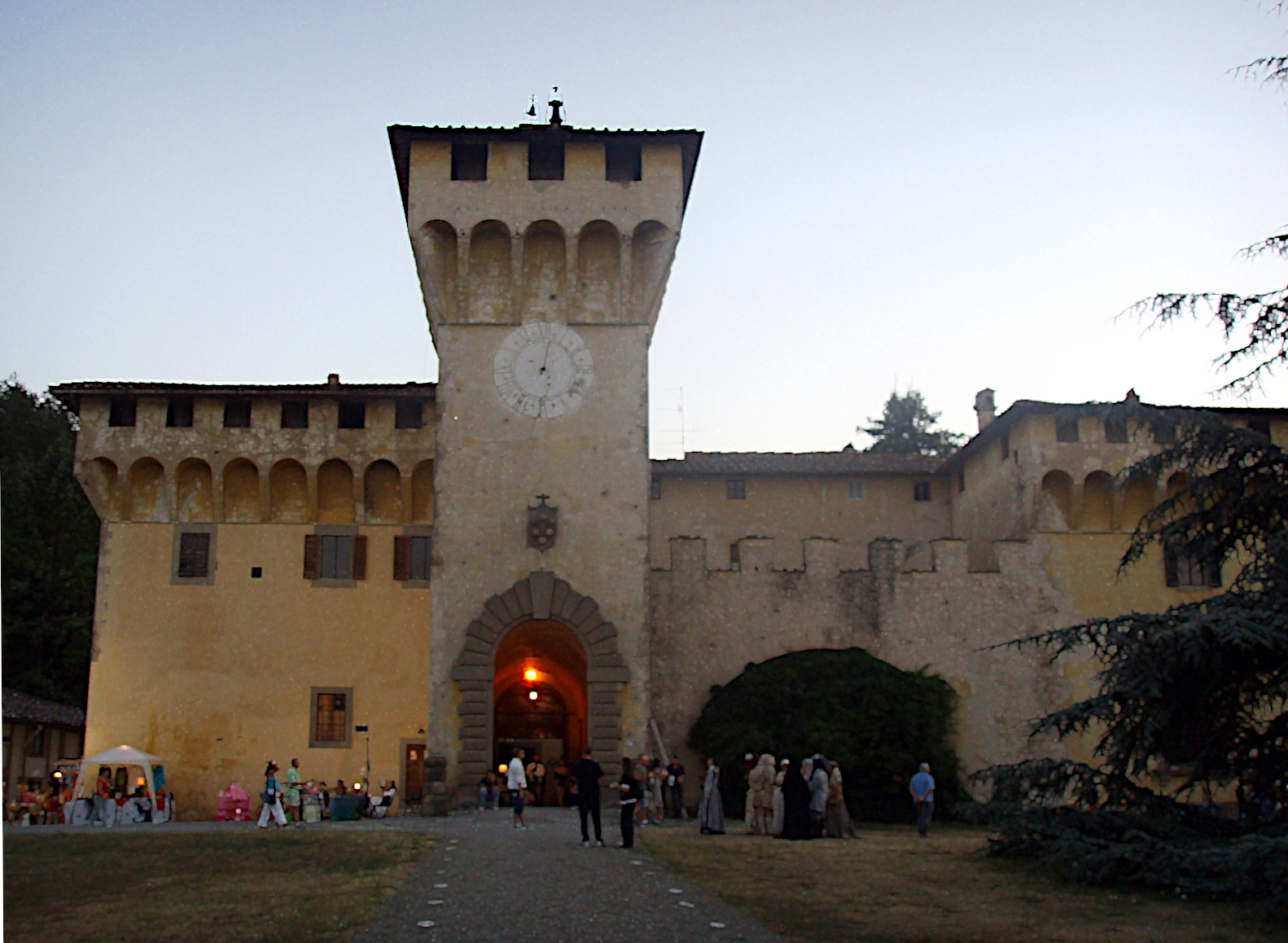
«Villa di Cafaggiolo» — палац родини Медічі

43°57′ пн. ш. 11°23′ сх. д. / 43.950° пн. ш. 11.383° сх. д.
Муджелло (італ. Mugello) — регіон на півночі від Флоренції в північній Італії. Він обмежений долиною річки Сантерно та перевалом Фута.
Область була заселена племенем Лігурійців, відомим також як «Маджеллі» (італ. Magelli), звідки й походить назва. Згодом регіон був зайнятий Етрусками, які залишили після себе багато археологічних слідів та побудували першу дорожню мережу Муджелло. Наступні римські завоювання і колонізації відносяться до 4 столітті до н.е., що прослідковується у знахідках гробниць, монет та залишків стін. Вплив Риму прослідковується і у назвах місцевих поселень, які закінчуються суфіксом -ano (лат. -anus): Cerliano, Figliano, Marcoiano, Гальяно, Lucignano і т.д. У Середньовіччі регіон був домом для численних замків, згодом був завойований Флорентійською республікою. Кілька знатних сімей міста побудували тут вілли патриціїв.
Регіон дав свою назву автомотодрому Муджелло (італ. Autodromo Internazionale del Mugello), де щороку відбувається етап змагань чемпіонату світу з шосейно-кільцевих мотоперегонів MotoGP.